# Zapiski młodego lekarza
Zapiski młodego lekarza (właśc. Notatki młodego lekarza, ros. Записки юного врача) – cykl siedmiu nowel Michaiła Bułhakowa. Wszystkie zostały opublikowane w latach 1925–1926 w czasopiśmie moskiewskim „Miedicynskij rabotnik”, natomiast Stalowe gardło ukazało się dodatkowo w leningardzkim piśmie „Krasnaja panorama”. Jako zbiór zostały wydane w 1963, 23 lata po śmierci autora, w „Bibliotiekie Ogonioka”, ale z pominięciem Gwiaździstej wysypki, która nie została oznaczona jako należąca do cyklu nowel.
Do zbioru należą nowele:
- Haftowany ręcznik
- Pierwszy obrót
- Stalowe gardło
- Zamieć
- Ciemności egipskie
- Stracone oko
- Gwiaździsta wysypka.

Narratorem jest 24-letni lekarz, wysłany na prowincję po studiach medycznych. Na dalekiej prowincji wykonuje obowiązki lekarza zdany niemal wyłącznie na siebie.
Nowele są w dużej części autobiograficzne. Bułhakow praktykował w szpitalu ziemskim we wsi Nikolskoloje w guberni smoleńskiej od września 1916 do września 1917, a od 20 września 1917 do lutego 1918 w szpitalu miejskim w Wiaźmie.

## Ekranizacje
W 2008 na ekrany weszła "Morfina" Aleksieja Bałabanowa. W głównej roli wystąpił Leonid Biczewin.
W 2012 na podstawie nowel powstał miniserial. Główne role zagrali Jon Hamm i Daniel Radcliffe.